# 薄井洋基
薄井 洋基（うすい ひろもと、1946年 - ）は、日本の化学工学者。専門は、非ニュートン流体の輸送現象に関する研究。博士（工学）。神戸大学名誉教授。

## 来歴・人物
香川県出身。香川県立観音寺第一高等学校、京都大学工学部化学工学科卒業。同大学大学院工学研究科化学工学専攻博士課程修了。
1975年（昭和50年）「粘弾性流体の流れにおける輸送現象」で学位修得（京都大学 工学博士）。
1979年（昭和54年）ニューヨーク州立大学から帰国、第2次石油ショック後の石油代替燃料の開発に向けて、科学研究費のエネルギー特別研究が発足したのを機会に石炭－水混合燃料の研究を開始。この研究は国内の有力企業が同時に研究を始めており、添加剤メーカー・電力会社・プラントエンジニアリングなど多くの企業との情報交換、共同研究を活発に行える環境にあった。微粉砕された粒子の分散制御技術は全くの試行錯誤状態であったが、その後、一定の方向性が出てきて海外における代替燃料のプラント建設、日本へのタンカー輸送から国内におけるボイラー燃焼までの一貫システムの確立を行った。
1990年代初期に開催されたNEDO（新エネルギー・産業技術総合開発機構）のシンポジウムの折、それまで粒子径分布と言えば重量基準の分布で議論するケースが多かったが、固液分散系の分散制御の議論には数基準の粒子径分布に基づくべきであるという考えが閃き、それがきっかけとなって微粒子分散系のモデルを展開する。神戸大学工学部応用化学科教授に赴任1年目の1997年（平成9年）に微粒子分散系モデル『微粒子分散スラリーの凝集性とレオロジー特性の予測に関する研究』を完成する。この微粒子分散モデルは、2001年（平成13年）化学工学会で評価を受けて研究賞を受賞。
2004年（平成16年）から3年間、神戸大学工学部長を務める。この期間は法人化後の工学部の活性化および神戸工学サミット、工学フォーラム、神戸大学東京フォーラムなど産学連携を推進する。2007年（平成19年）同大学副学長に就任。大学全体のマネジメントに注力して、神戸大学の活性力を高める課題に取り組む。
2009年（平成21年）神戸大学退官。学会活動も化学工学会理事及び日本レオロジー学会の理事、副会長、会長を歴任。

## 略歴
- 1969年 - 京都大学工学部化学工学科卒業
- 1974年 - 京都大学大学院工学研究科化学工学専攻博士課程修了
- 1974年 - 日本学術振興会 奨励研究員（京都大学）
- 1976年 - 山口大学工学部講師
- 1978年 - アリゾナ州立大学客員研究員
- 1979年
  - ニューヨーク州立大学客員研究員
  - 山口大学工学部助教授
- 1989年 - 山口大学工学部教授
- 1997年 - 神戸大学工学部教授
- 2004年 - 神戸大学工学部長
- 2007年 - 神戸大学副学長
- 2009年 - 神戸大学名誉教授
- 2010年 - 神戸大学特別顧問
- 2011年 - 神戸大学統合拠点長
- 2013年 - 神戸大学特別顧問

## 受賞歴
- 1991年 - 日本レオロジー学会有功賞
- 2001年 - 化学工学会研究賞
- 2003年 - 井植文化賞
- 2005年 - Best Poster Award of China/USA/Japan Joint Chemical Engineering Conference
- 2009年 - 日本レオロジー学会功績賞
- 2024年 - 瑞宝中綬章[3]